# Printemps politique

Logo du parti.

Printemps Politique, Πολιτική Άνοιξη (Politiki Anixi) en grec ou POLAN, est un parti politique nationaliste grec fondé le 30 juin 1993 par Antonis Samaras (membre de Nouvelle Démocratie) après sa démission de son poste de ministre des Affaires étrangères au sujet de la question macédonienne.
POLAN recueillit 4,9 % des voix aux élections législatives de 1993 et 10 sièges au Parlement. Ce succès se confirma l'année suivante lors des élections européennes au cours desquelles POLAN réalisa 8,7 % des voix et conquis deux sièges au Parlement européen.
Cependant, le déclin s'amorça à partir des élections législatives de 1996 : avec seulement 2,94 % des suffrages, le parti se situait en dessous de la barre fatidique des 3 % assurant à toute formation politique une représentation à la vouli. Ce déclin se confirma aux élections européennes de 1999 (2,3 %).
Dans ce contexte défavorable, le parti s'abstint alors de participer au scrutin législatif de 2000 et se contenta d'apporter son soutien à la Nouvelle Démocratie. Ce rapprochement avec le grand parti de centre droit aboutit en 2004, peu avant les élections législatives, à la réintégration d'Antonis Samaras (qui fut d'ailleurs élu député) au sein de Nouvelle Démocratie. 

## Résultats électoraux

### Élections parlementaires
| Année | Voix            | %               | Sièges   | Rang | Gouvernement        |
| ----- | --------------- | --------------- | -------- | ---- | ------------------- |
| 1993  | 336 460         | 4,88            | 10 / 300 | 3e   | Opposition          |
| 1996  | 199 686         | 2,94            | 0 / 300  | 6e   | Extra-parlementaire |
| 2000  | Soutien à la ND | Soutien à la ND | 0 / 300  | -    | Extra-parlementaire |
| 2004  | Soutien à la ND | Soutien à la ND | 0 / 300  | -    | Extra-parlementaire |

### Élections européennes
| Année | Voix    | %    | Sièges | Rang | Groupe             |
| ----- | ------- | ---- | ------ | ---- | ------------------ |
| 1994  | 564 778 | 8,65 | 2 / 25 | 3e   | RDE                |
| 1999  | 146 512 | 2,28 | 0 / 25 | 6e   | Extra-parlemntaire |